# 門前仲町
門前仲町（もんぜんなかちょう）は、東京都江東区の地名で、旧深川区に当たる深川地域内である。現行行政地名は門前仲町一丁目および門前仲町二丁目。住居表示実施済区域。

## 概要
古くは永代寺、現在は富岡八幡宮など著名な神社仏閣を有する富岡に隣接した門前町として栄えている。商店街の活動が活発で、大通りや地下鉄、都営バスの発着所が設けられているなど深川地域を代表する要所の一つに数えられる。通称「仲町（なかちょう）」最近では「門仲（もんなか）」、または「深川仲町」と呼ぶこともある。江戸時代に伊能忠敬等の著名人が多く住んでいたことで知られる。深川区 内に当たる、北は深川、東は富岡、南は牡丹、西は永代、北西は福住と接する。

## 地理
深川地域西部に位置する。
河川・橋
- 大横川
  - 黒船橋

## 歴史
富岡八幡宮別当寺の永代寺の門前町として、17世紀半ばから町屋が形成された。永代寺は1868年（明治元年）の神仏分離令で廃止されたが、後に再興され現在の永代寺となった。地名改正以前は、深川永代寺門前仲町と呼ばれていた。1969年（昭和44年）住居表示を実施し、深川門前仲町から現在の門前仲町に町名変更を行った。
2021年（令和3年）深川東京モダン館が開業。建物は1924年（大正13年）以降、深川公衆食堂などとして使用されていたもので国登録有形文化財建造物に登録されている。

## 世帯数と人口
2023年（令和5年）1月1日現在（東京都発表）の世帯数と人口は以下の通りである。
| 丁目           | 世帯数    | 人口    |
| -------------- | --------- | ------- |
| 門前仲町一丁目 | 1,165世帯 | 1,733人 |
| 門前仲町二丁目 | 464世帯   | 626人   |
| 計             | 1,629世帯 | 2,359人 |

### 人口の変遷
国勢調査による人口の推移。
| 年                 | 人口  |
| ------------------ | ----- |
| 1995年（平成7年）  | 1,469 |
| 2000年（平成12年） | 1,372 |
| 2005年（平成17年） | 1,753 |
| 2010年（平成22年） | 1,870 |
| 2015年（平成27年） | 2,111 |
| 2020年（令和2年）  | 2,244 |

### 世帯数の変遷
国勢調査による世帯数の推移。
| 年                 | 世帯数 |
| ------------------ | ------ |
| 1995年（平成7年）  | 606    |
| 2000年（平成12年） | 625    |
| 2005年（平成17年） | 895    |
| 2010年（平成22年） | 1,032  |
| 2015年（平成27年） | 1,340  |
| 2020年（令和2年）  | 1,492  |

## 学区
区立小・中学校に通う場合、学区は以下の通りとなる（2023年4月時点）。
| 丁目           | 番地     | 小学校             | 中学校                 |
| -------------- | -------- | ------------------ | ---------------------- |
| 門前仲町一丁目 | 14〜20番 | 江東区立明治小学校 | 江東区立深川第二中学校 |
| 門前仲町一丁目 | 1〜13番  | 江東区立臨海小学校 | 江東区立深川第三中学校 |
| 門前仲町二丁目 | 全域     | 江東区立数矢小学校 | 江東区立深川第三中学校 |

## 事業所
2021年（令和3年）現在の経済センサス調査による事業所数と従業員数は以下の通りである。
| 丁目           | 事業所数  | 従業員数 |
| -------------- | --------- | -------- |
| 門前仲町一丁目 | 175事業所 | 1,788人  |
| 門前仲町二丁目 | 115事業所 | 1,963人  |
| 計             | 290事業所 | 3,751人  |

### 事業者数の変遷
経済センサスによる事業所数の推移。
| 年                 | 事業者数 |
| ------------------ | -------- |
| 2016年（平成28年） | 293      |
| 2021年（令和3年）  | 290      |

### 従業員数の変遷
経済センサスによる従業員数の推移。
| 年                 | 従業員数 |
| ------------------ | -------- |
| 2016年（平成28年） | 3,136    |
| 2021年（令和3年）  | 3,751    |

## 施設
教育
- 江東区立臨海小学校

公園
- 臨海公園

企業
- 帝都自動車交通 本社

## 観光
名所・史跡
- 深川東京モダン館
- 赤札堂 深川店 - フラッグシップ店・創業地

## 交通
鉄道
- 東京メトロ東西線  門前仲町駅
- 都営大江戸線  門前仲町駅

道路
- 東京都道10号東京浦安線（永代通り）
- 東京都道463号上野月島線（清澄通り）
- 東京都道475号永代葛西橋線（葛西橋通り）

首都高・出入口
- 首都高速9号深川線

## その他

### 日本郵便
- 郵便番号 : 135-0048[3]（集配局 : 深川郵便局[16]）。

### 行政
- 深川警察署 - 同町周辺の管轄に当たる。（所在地：木場）
- 深川消防署 - 同町周辺の管轄に当たる。（所在地：木場）